# Mosca-da-azeitona
A Mosca-da-azeitona ou daco, também conhecida, ainda, como mosca-da-oliveira (Bactrocera oleae), é um inseto díptero, da família dos tefritídeos,  cujas fêmeas  depositam os ovos nas azeitonas, sendo que as larvas, ao eclodir dias depois, se desenvolvem no interior do fruto, arruinando-o. 
O daco é capaz de resistir aos Invernos, quando está pupado e debaixo da terra, a uma profundidade que ronda entre um a cinco centímetros, geralmente no solo do sobosque dos olivais. As larvas são capazes de se aguentarem, também, ao Inverno, se permanecerem dentro das azeitonas que permaneçam nas árvores, por colher.
Por torno do advento da Primavera, os adultos saem dos seus esconderijos e, valendo-se do seu considerável poder de voo, dispersam-se, ocupando novos olivais. As fêmeas depositam os ovos  sob a epiderme das azeitonas, a cerca de 1,5 mm de profundidade e em direcção oblíqua  cujos caroços já endureceram. O ovo apresenta uma coloração branca, medindo à volta de 0,8 milímetros de comprimento e 0,2 milímetros de largura. 
Geralmente só depositam um ovo por azeitona, sendo certo que o daco fêmea comum é capaz de produzir entre 300 a 400 ovos, por Primavera. Poucos dias depois, dá-se a eclosão e despontam dos ovos larvas brancas, quase transparentes, com corpos moles de não mais de 1 milímetro de comprimento, onde se destacam as mandíbulas negras.
A larva, para crescer e sobreviver, alimenta-se da polpa da azeitona e vai construindo tuneis tortuosos e afilados, que vão alargando à medida que a larva vai crescendo. 
Por ocasião do término do seu amadurecimento, a larva converte-se numa pupa, ainda dentro da azeitona, transformando-se ulteriormente no daco adulto. Por altura do Inverno, as últimas larvas atiram-se das azeitonas ao chão, onde se soterram, para se poderem resguardar do Inverno sob a forma de pupa.
O daco prospera melhor sob temperaturas entre os 20 e os 30 graus Celcius. Se as temperaturas excederem os 30 graus, há sérias hipóteses de os fêmeas não depositarem tantos ovos, sendo que as tanto as larvas como as pupas não sobrevivem a temperaturas acima dos 35 graus.
São consideradas um flagelo para a oleicultura europeia, acarretando avultados prejuízos para os olivicultores, constituindo a principal praga da olivicultura portuguesa, com maior incidência nos olivais das regiões do Alentejo e de Trás-os-Montes.
Os exemplares de azeitonas que sobrevivem aos ataques da mosca-da-azeitona geralmente só permitem fazer azeites ácidos e com altos índices de peróxidos. Sendo que, o grosso da colheita, na maioria dos casos, acaba por perder-se ou menoscabar-se, visto que as azeitonas atacadas pelos dacos, raramente sobrevivem, acabando por destelar precocemente e apodrecer no chão.

## Prevenção
Há inúmeros modos de prevenção contra os efeitos perniciosos deste insecto, que abarcam métodos tão dispares como tratamentos químicos; técnicas de luta biotécnica, como sendo o recurso a armadilhas com soluções atractivas; armadilhas cromotópicas amarelas com feromonas; técnicas de luta biológica, com insecticidas biológicos.
Algumas metodologias menos invasivas passam por :
1. Privilegiar de cultivares mais resistentes, a título de exemplo, os cultivares de Cobrançosa e Madural mostram-se mais resistentes do que a Verdeal Alentejana, mercê da espessura da epiderme e da polpa do fruto;
2. Promover as colheitas antecipadas, por forma a escamotear-se aos ataques às azeitonas, que soem de ocorrer no Outono;
3. Apostar mais na gestão do agroecossistema, o que significa ao recurso à fauna e flora auxiliar indígena para combater os ataques dos dacos , destacando-se, a título de exemplo, os carabídeos, família de insectos que se alimenta das larvas, e as flores dos cardos e da ínula, Dittrichia viscosa,  ou mesmo o enrelvamento do sotobosque do olival, a fim de criar focos de atracção de insectos que, por seu turno, ataquem os dacos.